# Treat Me Nice
| Оценки критиков | Оценки критиков |
| Источник        | Оценка          |
| --------------- | --------------- |
| AllMusic        | Без оценки      |

«Treat Me Nice» (с англ. — «Обращайся со мной хорошо») — песня, записанная в 1957 году Элвисом Пресли. Вышла на стороне Б сингла «Jailhouse Rock», также звучит в фильме «Тюремный рок».
В США в журнале «Билборд» песня «Treat Me Nice» в исполнении Элвиса Пресли достигла 18 места в чарте синглов в жанре поп-музыки (главный хит-парад этого журнала, тогда назывался Top 100, теперь Hot 100), 7 места в чарте синглов в жанре ритм-н-блюза (теперь Hot R&B/Hip-Hop Songs) и 11 места в чарте синглов в жанре кантри (теперь Hot Country Songs).

## Чарты
| Чарт (1958)                         | Наив. поз. |
| ----------------------------------- | ---------- |
| США (Billboard Hot 100)             | 27         |
| США (Billboard Hot Country Singles) | 11         |